# Zemský okres Postupim-Střední marka
Zemský okres Postupim-Střední marka (německy Landkreis Potsdam-Mittelmark) je zemský okres v německé spolkové zemi Braniborsko. Sídlem správy zemského okresu je město Bad Belzig. Má přibližně 204 tisíc obyvatel. 

## Města a obce
Města:
1. Bad Belzig
2. Beelitz
3. Brück
4. Havelsee
5. Niemegk
6. Teltow
7. Treuenbrietzen
8. Werder (Havel)
9. Ziesar

Obce:
1. Beetzsee
2. Beetzseeheide
3. Bensdorf
4. Borkheide
5. Borkwalde
6. Buckautal
7. Golzow
8. Görzke
9. Gräben
10. Groß Kreutz (Havel)
11. Kleinmachnow
12. Kloster Lehnin
13. Linthe
14. Michendorf
15. Mühlenfließ
16. Nuthetal
17. Päwesin
18. Planebruch
19. Planetal
20. Rabenstein/Fläming
21. Rosenau
22. Roskow
23. Schwielowsee
24. Seddiner See
25. Stahnsdorf
26. Wenzlow
27. Wiesenburg/Mark
28. Wollin
29. Wusterwitz